# Fade to Black (Nadir-Rüstəmli-Lied)
Fade to Black (Zu Schwarz verblassen) ist ein englischsprachiger Popsong, der von Andreas Stone Johansson, Anderz Wrethov, Sebastian Schub und Thomas Stengaard geschrieben und von Nadir Rüstəmli interpretiert wurde. Mit dem Titel vertrat er Aserbaidschan beim Eurovision Song Contest 2022 in Turin.

## Hintergrund
Fade to Black ist eine Pop-Ballade mit einem ruhigen Intro, einer dramatischen Steigerung und einem erneut ruhigen Outtro. Der Song handelt von einer Beziehung, aus der sich einer der Partner zurückzieht. Er stammt aus der Feder des bekannten ESC-Komponistenteams um den Dänen Thomas Stengaard und den Schweden Andreas Stone Johanson. Das Lied wurde vom aserbaidschanischen Fernsehen İctimai Television in einer internen Auswahl ausgesucht und am 21. März 2022 veröffentlicht.

## Musikvideo
Das Musikvideo zeigt Rüstəmli allein in großen Räumen sowie draußen in der Wildnis, wo er umherzuirren scheint und das Lied singt.

## Beim Eurovision Song Contest
Fade to Black konnte sich im zweiten Halbfinale am 12. Mai 2022 für das Finale qualifizieren. Im Finale am 14. Mai erreichte Aserbaidschan mit insgesamt 106 Punkten den 16. Platz.